# Lennart Stripple
Sven Lennart Stripple, född 26 september 1925 i Göteborgs domkyrkoförsamling, Göteborg, död 3 mars 2022, var en svensk kyrkomusiker och grundade 1959 Sveriges första fristående kyrkomusikerutbildning (kantor).

## Biografi
Lennart Stripple föddes 26 september 1925 i Göteborgs domkyrkoförsamling, Göteborg. Han växte upp i en schartauansk familj och fadern arbetade som egenföretagare inom bilindustrin. I Göteborg blev han inspirerad av domkyrkoorganisten Herman Asplöf orgelspel på orgeln i Göteborgs domkyrka. Familjen flyttade 1936 till Kyrkbyn där de bodde bredvid Lundby nya kyrka. Stripple började studera orgel för domkyrkoorganisten Gösta Lundborg och piano för pianopedagogen Knut Bäck. Sånglektioner tog han för operasångaren Knut Erman. Han tog studentexamen vid Hvitfeldtska gymnasiet 1944 och gjorde sedan militärtjänstgöring. 1947 började han studera till kyrkomusiker på Kungl. Musikhögskolan. Stripple hade under denna tiden Alf Linder i orgel, Sven Brandel i piano och David Åhlén i kördirigering. Han kom senare att arbeta halvtid som musiklärare på Enskede högre allmänna läroverk. Från 1952 började Stripple arbeta halvtid på Stora Sköndal. Han grundade kyrkomusikerutbildningen på Stora Sköndal 1959 och blev dess rektor och pedagog. Mellan 1977 och 1984 var Stripple ordförande för kyrkomusikernas riksförbund och efterträddes av Bo Svensson. Stripple gick i pension år 1991 och slutade på Stora Sköndal. Han avled 2022.

## Arrangemang
- Herrens bön av Lars Roos. Arrangerad av Stripple för fyrstämmig kör.[8]